# Palazzo di Malta
Palazzo di Malta v Římě, zvaný též Palazzo Magistrale nebo Palazzo dell'Ordine di Malta, je od roku 1834 jedním ze dvou hlavních sídel suverénního řádu maltézských rytířů.
Nachází se na Via dei Condotti 68 nedaleko Španělského náměstí (Piazza di Spagna) a od roku 1869 má status exteritoria. Druhé hlavní sídlo je Villa del Priorato di Malta rovněž v Římě, na adrese Piazza dei Cavalieri di Malta 4, na Aventinu.

## Užívání
Řád maltézských rytířů palác získal v roce 1629 díky maltsko-římskému učenci Antoniu Bosiovi. Od roku 1834 palác slouží jako sídlo vlády Řádu maltézských rytířů. Do roku 1834 v budově sídlilo velvyslancetví Řádu maltézských rytířů při Svatém stolci. V současné době v budově sídlí také většina vládních a administrativních orgánů řádu, stejně jako úřadující velmistr řádu.

## Dějiny

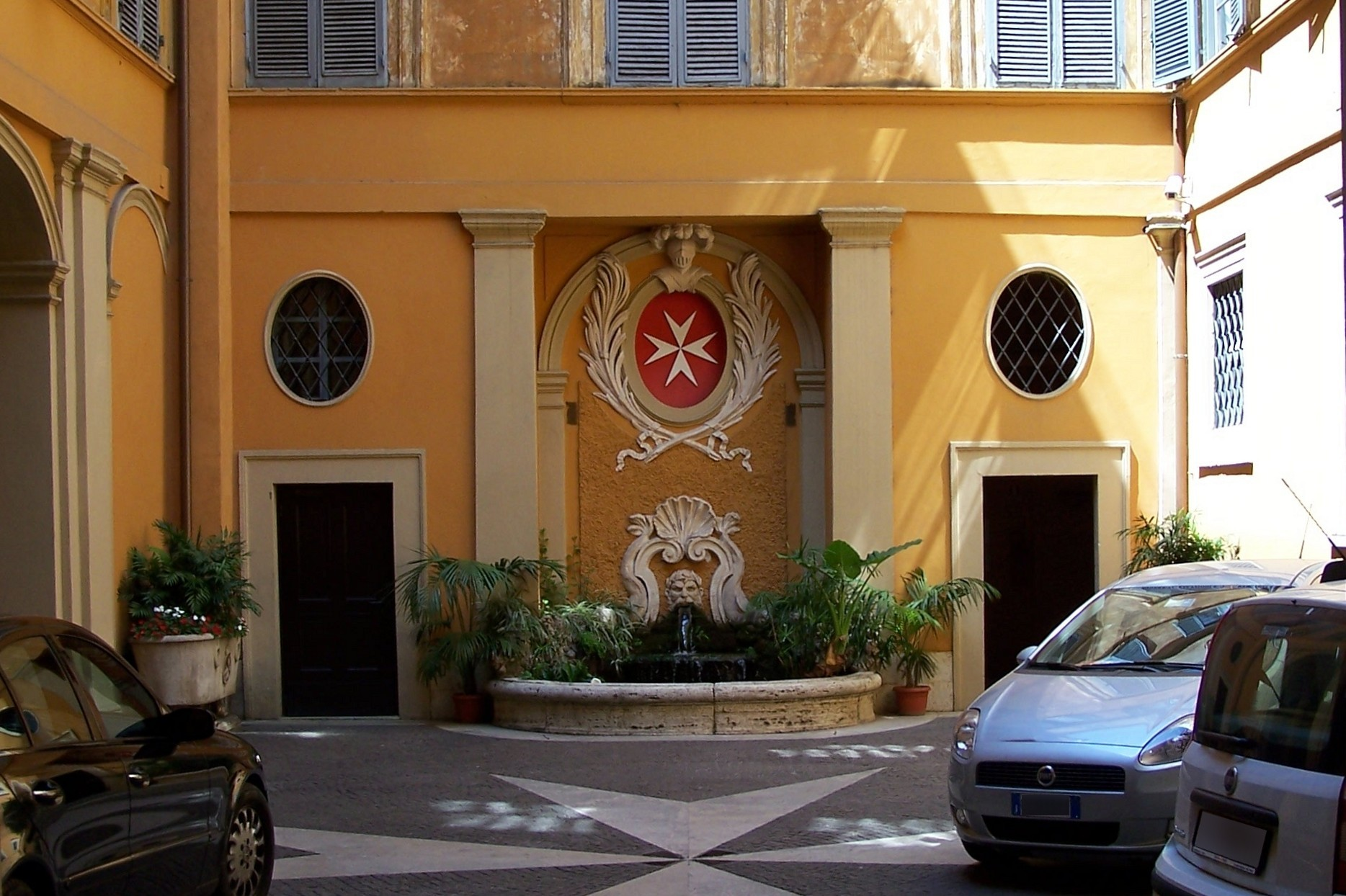
Kašna na nádvoří

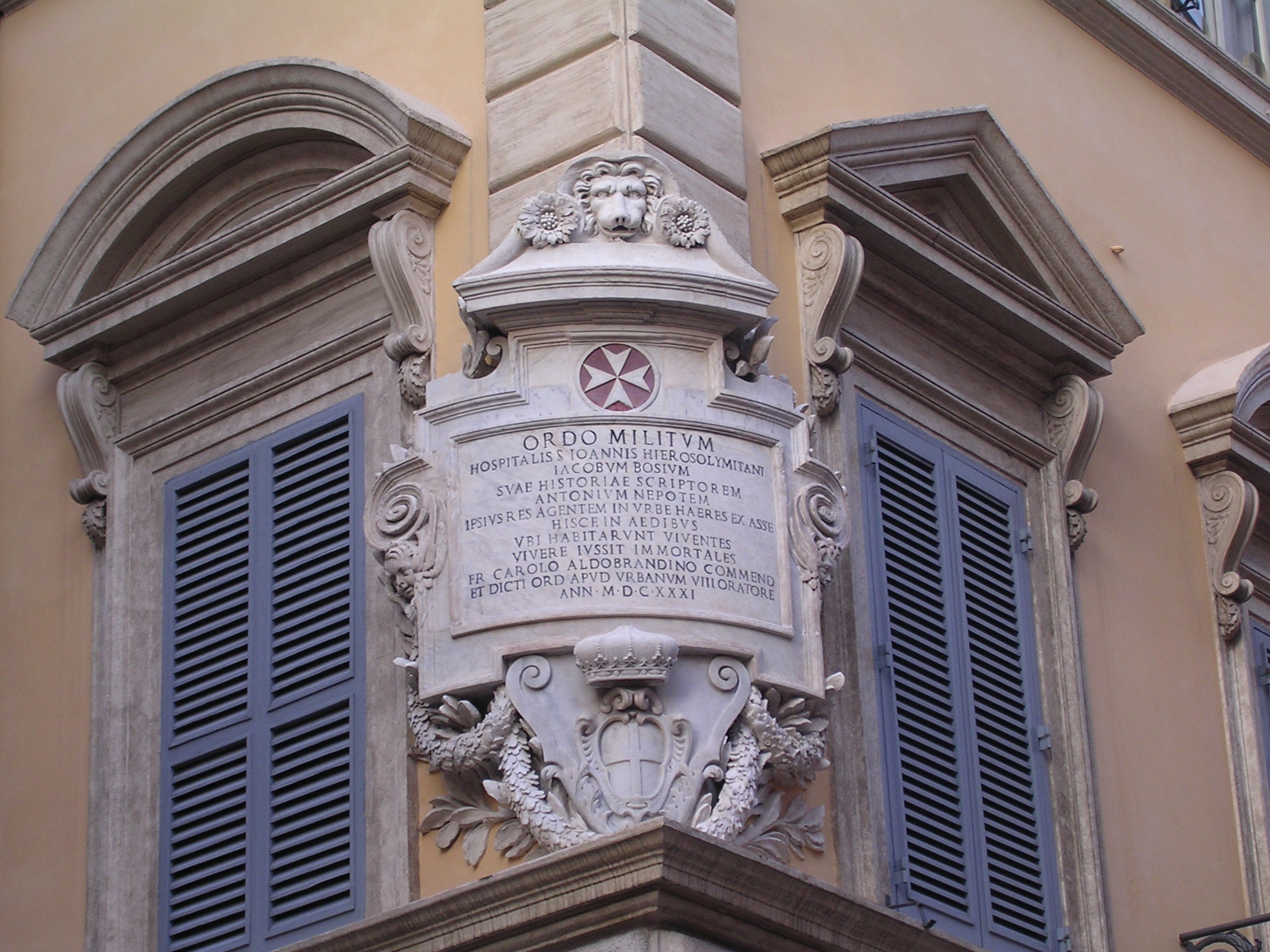
Detail znaku na nároží paláce

Palazzo di Malta byl postaven v 17. století z kvádrového zdiva a opatřen římsami. V letech 1889 až 1894 palác prošel přestavbou a modernizací. Ve vnitřním nádvoří se nachází kašna s vyobrazením velkého maltézského kříže.
Dne 26. ledna 1938 byl v tomto paláci pokřtěn infant Juan Carlos (budoucí král Juan Carlos I.) při obřadu, který vedl kardinál Pacelli, budoucí papež Pius XII.